# Alfred Angelo Attanasio
Alfred Angelo Attanasio (Newark, Nova Jérsei, 20 de setembro de 1951) é um autor norte-americano de fantasia e ficção científica. Seu romance de ficção científca Radix foi indicado para o Prêmio Nebula de 1981 na categoria de melhor romance. Também deu sequência a outros três livros, os quais vieram a compor, juntamente com este primeiro, a Tetralogia Radix. A tetralogia foi relançada pela editora Phoenix Pick. Attanasio também utiliza o pseudônimo literário de Adam Lee.